# Movimiento Sumar

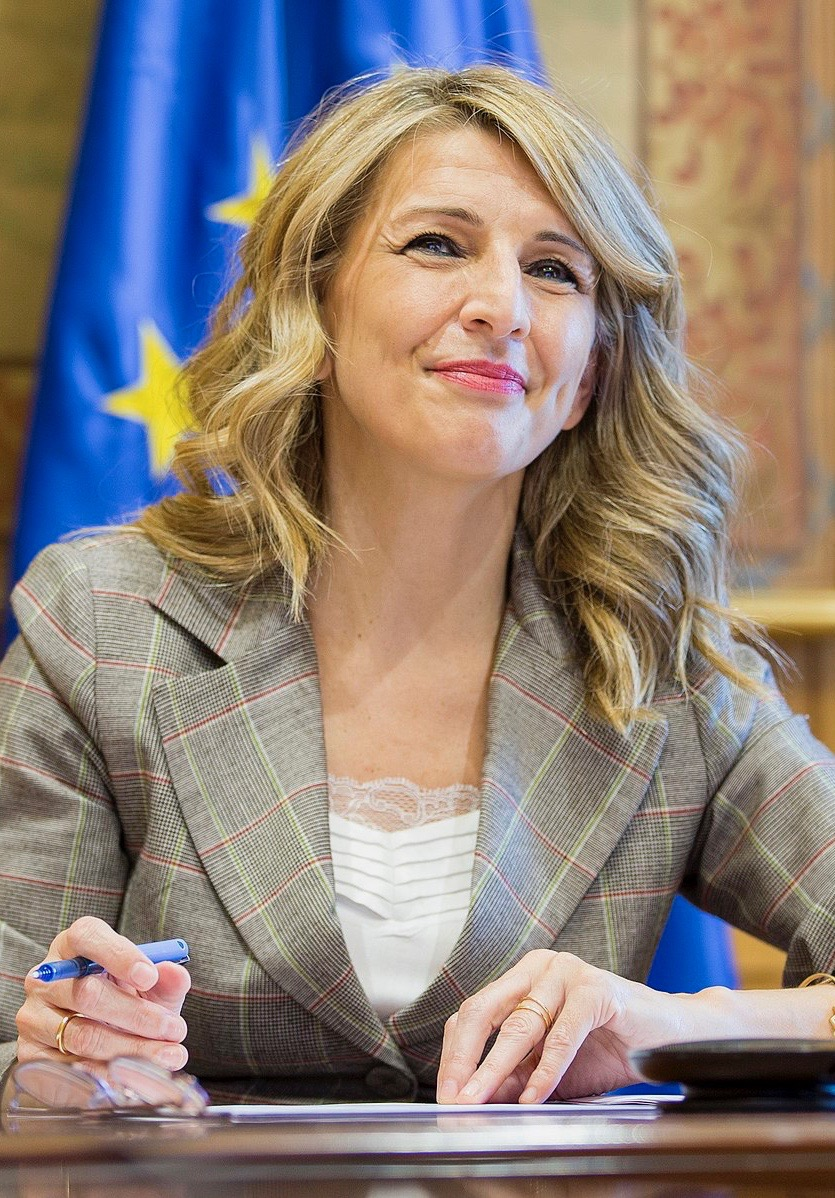
Yolanda Díaz, fundadora de Movimiento Sumar

Movimiento Sumar (SMR) es un partido político español. El 31 de mayo de 2023, se inscribió como partido político en el Registro del Ministerio del Interior. Desde ese momento, Marta Lois ejerce como presidenta de la formación.
Entre las principales características del partido, recogidas en sus estatutos, están que al máximo cargo se le llama "presidente", la dirección es muy reducida y hay una doble vía para militar: afiliados y "amigas de Sumar". Los primeros votan y los segundos sólo cuando se les autoriza expresamente por la cúpula del partido. Sus estructuras son: la Asamblea (formada por el conjunto de los afiliados), la Mesa de Coordinación (la dirección del partido) y la Comisión de Garantías. Esta dirección hace las funciones de Ejecutiva y gobierna el partido con un mandato por cuatro años. Está formada por entre tres y diez personas afiliadas y elegidas en un congreso por los militantes. En este grupo han de incluirse los cargos de presidencia, secretaría y tesorería del partido.
Formó parte de la coalición Sumar para concurrir a las elecciones generales de España de 2023.

## Historia

### Antecedentes
Como resultado de la salida de Pablo Iglesias de la política en mayo de 2021, la ministra de Trabajo y Economía Social, y, desde julio de 2021, vicepresidenta segunda del Gobierno, Yolanda Díaz, pasó a ser ampliamente considerada como la probable sucesora de Iglesias en Unidas Podemos como candidata a presidenta del Gobierno en las siguientes elecciones generales. El partido Sumar se constituyó inicialmente como un proyecto político liderado por Yolanda Díaz. También se pretendía conseguir el apoyo de fuerzas ideológicamente cercanas como Podemos, En Comú Podem, Compromís y Más Madrid/Más País y dar un papel preponderante a la sociedad civil.
La plataforma ofreció una muestra de unidad anticipada durante un acto que se celebró el 13 de noviembre de 2021 con la participación de varias mujeres representantes de los distintos espacios políticos llamados a adherirse: la propia Yolanda Díaz, la exalcaldesa de Barcelona Ada Colau (En Comú Podem), la exvicepresidenta valenciana Mónica Oltra (Compromís), la líder opositora madrileña Mónica García (Más Madrid) y la concejal ceutí Fátima Hamed Hossain (Movimiento por la Dignidad y la Ciudadanía). La ausencia de miembros de Podemos en el acto, en particular de las ministras de Igualdad y Derechos Sociales y Agenda 2030, Irene Montero e Ione Belarra, fue vista como una prueba del papel cada vez más reducido de Unidas Podemos dentro de la plataforma. La alianza entrante de izquierda liderada por Díaz también fue bien recibida por el presidente del Gobierno Pedro Sánchez, quien consideró importante que el «espacio progresista» estuviera en «mejor forma» para que su gobierno pueda mantener y expandir su mayoría en las próximas elecciones. Si bien el término «Frente Amplio» se utilizó con frecuencia en los medios para referirse a la plataforma de Díaz, se ha comentado que la propia Díaz ha rechazado el uso de este nombre por sus conexiones con marcas similares utilizadas por alianzas populistas de izquierda en América Latina.
Tras su aplazamiento a raíz de la crisis internacional desatada por la invasión rusa de Ucrania de febrero de 2022, el 18 de mayo de ese año se anunció que la plataforma de Díaz pasaría a denominarse provisionalmente «Sumar», estando previsto su lanzamiento formal para después de las elecciones autonómicas andaluzas de 2022. El 24 de mayo se registró el nombre y el logotipo de la plataforma en la Oficina Española de Patentes y Marcas.

### Presentación de la marca y primeros actos
A través de las redes sociales de la propia Yolanda Díaz y de la recién creada plataforma, el 1 de julio de 2022 se comenzó a difundir un vídeo promocional en el que se llamaba a la ciudadanía a participar en el primer acto público del denominado «proceso de escucha», que tuvo lugar el 8 de julio de 2022 en el espacio cultural de Matadero Madrid. A través de este vídeo también se dio a conocer la imagen y logotipo oficial de la plataforma. Finalmente, el acto en Matadero Madrid acogió a más de 5000 personas y la vicepresidenta estuvo acompañada de rostros conocidos de la cultura como James Rhodes, Elvira Sastre o Elizabeth Duval. Después de este primer acto de escucha en Madrid vinieron los siguientes en la sierra del Caurel de Lugo, en el barrio de Uríbarri de Bilbao, en el barrio Cimadevilla de Gijón, en Sabadell y en Mérida. El 8 de noviembre hubo otro acto de escucha en Pamplona y al día siguiente en Logroño. El 19 de noviembre el proyecto Sumar fue presentado en la ciudad de Valencia, concretamente en la Fira de València de Paterna. Días más tarde siguieron actos en La Coruña, Zaragoza, Tarragona, Barcelona, Palma de Mallorca, Valladolid, Albacete y Murcia. Sumar llegó el sábado 4 a Santander y el domingo 19 de marzo Sumar lo hizo en Sevilla y seis días más tarde en Las Palmas.
El 23 de septiembre se presentaron los distintos grupos de trabajo a través de los cuales se preparará el programa electoral para las elecciones de 2023, así como las personas que coordinarán dichos grupos, entre las que destacan el juez Fernando Salinas, la activista y profesora Yayo Herrero, el catedrático y físico Joaquín Sevilla o el escritor Bernardo Atxaga.
Finalmente, Yolanda Díaz presentó su candidatura a las elecciones generales el 2 de abril en un acto celebrado en el polideportivo Antonio Magariños en Madrid. Tras presentar Sumar en todos los territorios la ministra de Trabajo y vicepresidenta de España culmina la primera fase de la plataforma Sumar, la fase de escucha, para seguir con el anuncio de la candidatura. Durante la presentación del proyecto en Magariños se obtuvo el apoyo explícito al proyecto de la mayoría de fuerzas de izquierdas, como Izquierda Unida, Verdes Equo, Compromís o Más Madrid, además de dirigentes territoriales de Podemos, que junto a Izquierda Unida se mantenía en esos momentos como una de las principales fuerzas estatales a la izquierda del PSOE. Sin embargo, Podemos siguió sin dar un apoyo explícito.

### Consolidación
Movimiento Sumar participó en las elecciones generales de julio de 2023 como parte de la coalición electoral Sumar. También lo haría en las elecciones gallegas, vascas y catalanas de 2024 y en las elecciones europeas de junio de 2024.
En noviembre de 2023 constituyó su organización territorial en Galicia (Movemento Sumar Galicia) y el País Vasco (Sumar Mugimendua) para presentarse a las elecciones autonómicas del año siguiente, y en diciembre se anunció que todas las filiales de Más País, a excepción de Más Madrid, se iban a disolver con el objetivo de integrarse en Movimiento Sumar.

### Asamblea Movimiento Sumar 2025
A pocos días de comenzar la Asamblea que este partido celebrará el fin de semana entre el 29 y 30 de marzo, la coordinadora de comunicación y dirigente de la gestora, Elizabeth Duval, abandonó la formación. Además, el partido hizo pública su nueva identidad visual, diferenciándola ligeramente del logo de la coalición Sumar.

## Participación electoral de Movimiento Sumar

### Elecciones generales de 2023
Al día siguiente de las elecciones municipales y autonómicas del 28 de mayo de 2023, en las que Movimiento Sumar no presentó candidaturas, Pedro Sánchez, presidente del Gobierno, convocó elecciones generales anticipadas para el 23 de julio de 2023. Esto dejó un plazo de 12 días (hasta el 9 de junio) para negociar una coalición electoral entre Movimiento Sumar y el resto de fuerzas progresistas españolas que se quisiesen incorporar a la coalición para presentarse a las elecciones, según lo establecido por la LOREG.
Finalmente, en la noche del 9 de junio se registró la coalición electoral Sumar con la sigla SUMAR y un logotipo de papeleta que tan solo contiene el nombre de la coalición junto a la cara de Yolanda Díaz, agrupando a Movimiento Sumar y otros 19 partidos políticos.
Movimiento Sumar tendría un papel destacado en las listas electorales de la coalición, ocupando varios primeros puestos, sólo superado por Podemos. En las elecciones generales de 2023 Sumar consigue 31 diputados de 350 en el Congreso de los Diputados, de los cuales 10 son de Movimiento Sumar.
Los 10 diputados electos de Movimiento Sumar fueron Yolanda Díaz, Agustín Santos y Carlos Martín por Madrid; Rafael Cofiño por Asturias; Marta Lois y Verónica Martínez por Galicia; Lander Martínez por Vizcaya; Esther Gil por Cádiz; Txema Guijarro por Alicante; y Francisco Sierra por Sevilla.

### Elecciones autonómicas de 2024
Movimiento Sumar se presentó en las elecciones gallegas, vascas y catalanas de 2024.
En Galicia concurrió formando parte de la coalición electoral Sumar Galicia y no obtuvo ningún escaño. En el País Vasco, integrando la coalición Sumar, tampoco obtuvo ningún escaño ya que el único cargo electo de la coalición fue Jon Hernández, del Partido Comunista de Euskadi, incluido en la coalición por Ezker Anitza. En Cataluña se presentó dentro de la coalición Comuns Sumar, que obtuvo 6 escaños: Jéssica Albiach (Catalunya en Comú), Lluís Mijoler (Catalunya en Comú), Andrés García Berrio (independiente), Susana Segovia Sánchez (Catalunya en Comú), David Cid Colomer (Esquerra Verda) y Núria Lozano Montoya (Catalunya en Comú).
|  | 1,93 % |

|  | 3,31 % |

|  | 5,83 % |

### Elecciones europeas de 2024
Movimiento Sumar concurrió a las elecciones al Parlamento Europeo de junio de 2024 integrado en la coalición electoral Sumar.